# الحارة (تونس)

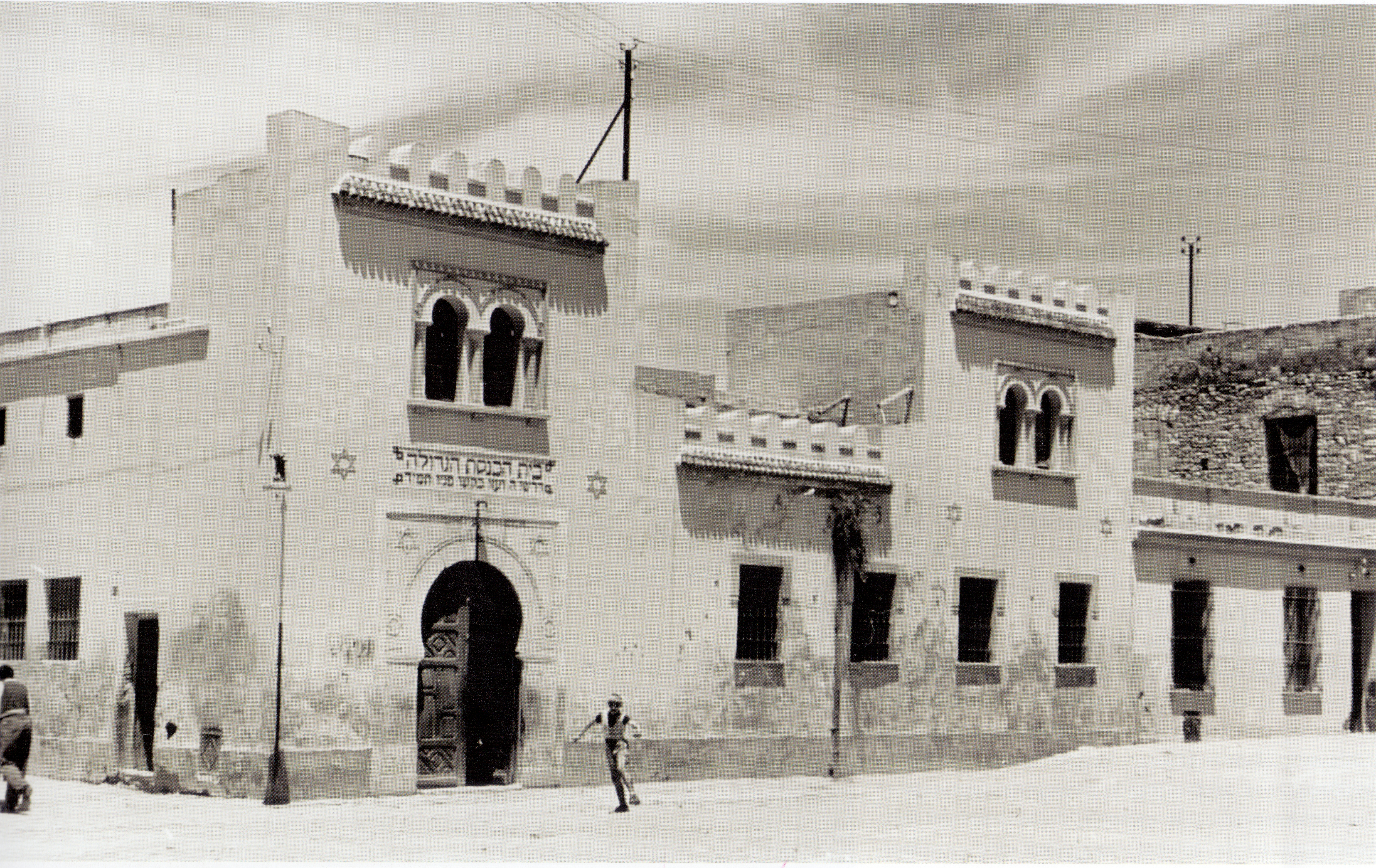
صورة لكنيس الحارة قبل هدمه

الحارة وتُعرف حاليًا باسمِ حفصية، كانت الحي اليهودي في مدينةِ تونس العتيقة.

## أصل الكلمة
حارة هي كلمة من الدارجة التونسيّة وتعني «الحيّ»، والمقصود هنا بالحارة في تونس الحيّ الذي كانت تقطنهُ العائلات اليهودية والتي لربما هي من أسَّسَتْهُ بحسبِ الروايات الشعبيّة.

## التاريخ

### الأصل
من الصعبِ تحديد أصول الحارة بشكلٍ دقيقٍ ومتى أُسَّس الحي الذي كانت تعيشُ فيهِ تلك العائلات اليهوديّة. وفقًا لبونكيرو فوليني (بالفرنسية: Bonquero Voligny)‏ فإلى القرن الثاني عشر لم يكن يُسمح لليهود بقضاء الليل في مدينة تونس، حيثُ كان عليهم أن يخرجوا كل يومٍ قبل أن تُغلق الأبواب ومحاولة قضاء الليلة في باقي ضواحي المدينة وخاصّة في قرية الملاسين وهو ما كان يُعرِّضهم للسطو من قبل لصوص الحيّ.

### أسطورة سيدي محرز
تقولُ الأسطورة أنَّ اليهود طلبوا تدخل محرز بن خلف (ويُعرف كذلك بسيدي محرز) لإقناع الباي بالسماح لهم بالاستقرار داخل المدينة وحماية أنفسهم. صعنوا اليهود لهذا الغرض خنجرينِ دمشقيين من الذهب وعرضوا واحدًا على الباي كعلامةٍ على الاحترام والإعجاب.
أخبرر ئيس الوفد الذي قدم الخنجر الأوّل للباي أن هناك نسخة ثانية موجودة في القسطنطينية مؤكدًا في الوقتِ ذاته على أنّ سيدي محرز – وهو خادمٌ مخلصٌ للباي – يمكنهُ إعادتها بفضلِ قدراتهِ السحريّة. في غضون ذلك ناشدَ اليهود سيدي محرز في البحثِ عن الخنجر الثاني وإحضارهِ للباي – الذي أُعجب بالأوّل – ثم الطَّلب منه كمكافأة على ما قام بهِ قبول سكنِ أربع عائلات يهودية داخل المدينة.
قَبِلَ سيدي محرز الاقتراح ثمّ أقنعَ في وقتٍ لاحقٍ الباي بقبولِ سكن 4 عائلات يهوديّة داخل حارةٍ ما في تونس، لكن وبما أنَّ العائلات اليهودية كانت كبيرة وكبيرة جدًا فقد تمكّن كل اليهود في قرية الملاسين من ضمانِ مكانٍ لهم في الحارة المزمع أن يقطنوا بها. على جانبٍ آخرٍ، ولاختيار موقع الحيّ الجديد (أو الحارة) طلب الباي من سيدي محرز إلقاء عصاه من أعلى مئذنةٍ بضاحية باب سويقة وحيثُ سقطت العصا بنى اليهود أول مساكنهم الجماعية في تاريخ تونس.

### الهدم

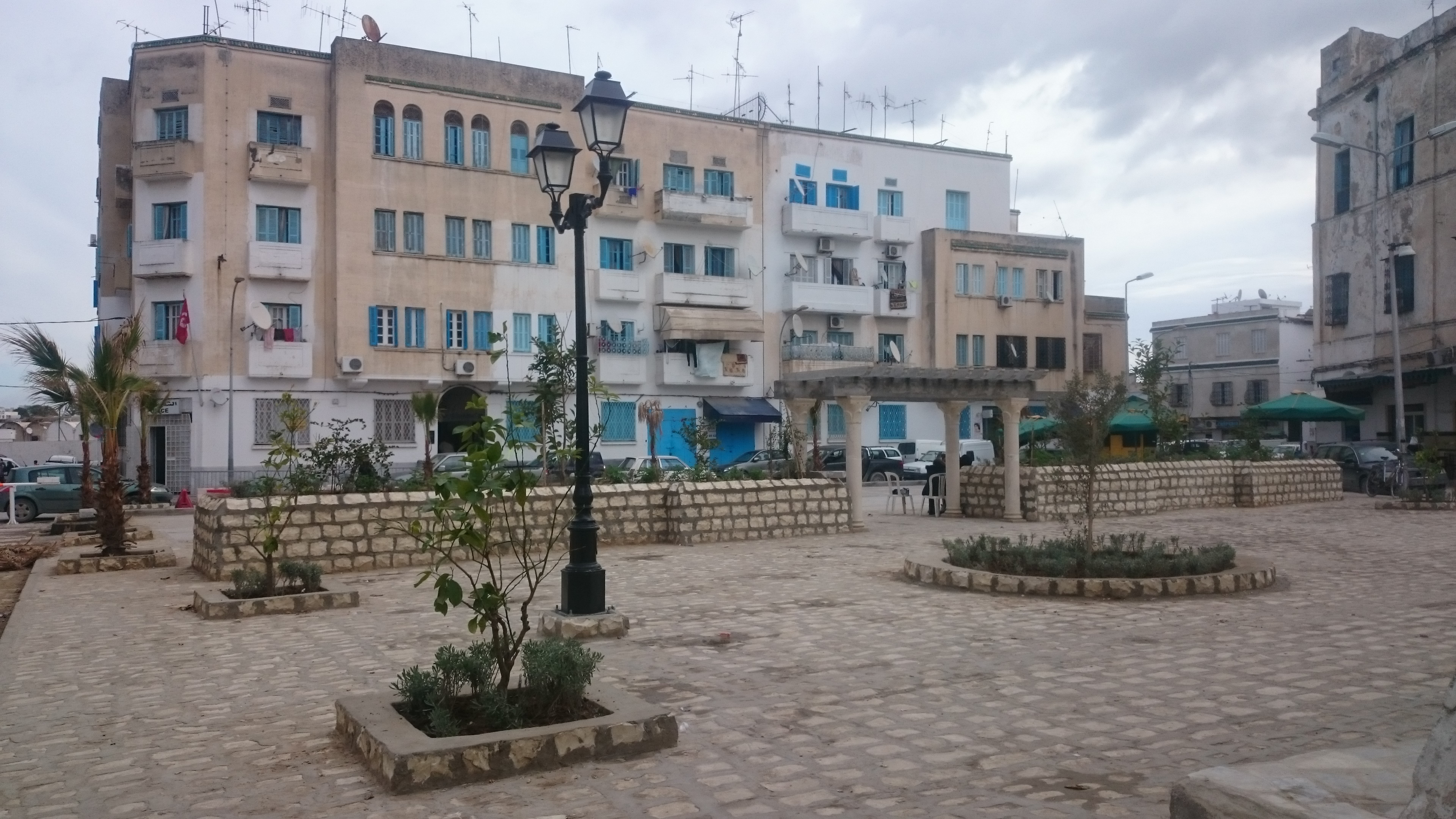
الوضع الحالي للحارة التي أصبحت تُعرف باسمِ حفصيّة.

خضعت الحارة لمرحلتين متتاليتين من الهدم: الأولى بين 1936 و1938، ثم الثانية في ستينيات القرن العشرين.